# Maria Ludovica De Angelis
Maria Ludovica (al secolo Antonina) De Angelis (San Gregorio, 24 ottobre 1880 – La Plata, 25 febbraio 1962) è stata una religiosa italiana della congregazione delle Figlie di Nostra Signora della Misericordia; è stata beatificata nel 2004 da papa Giovanni Paolo II.

## Biografia
Nata nei pressi dell'Aquila in una numerosa famiglia di umili contadini, nel 1904 Antonina De Angelis entrò nel noviziato delle Figlie di Nostra della Misericordia di Savona prendendo il nome di suor Maria Ludovica.
Destinata alle missioni, nel 1907 fu inviata in Argentina e assegnata all'ospedale pediatrico di La Plata, di cui divenne amministratrice.
Ammalatasi di tumore, morì nel 1962.

## Il culto
Dichiarata venerabile nel 2001, fu beatificata da papa Giovanni Paolo II in piazza San Pietro a Roma il 3 ottobre 2004.